# Skåningstorpskärret

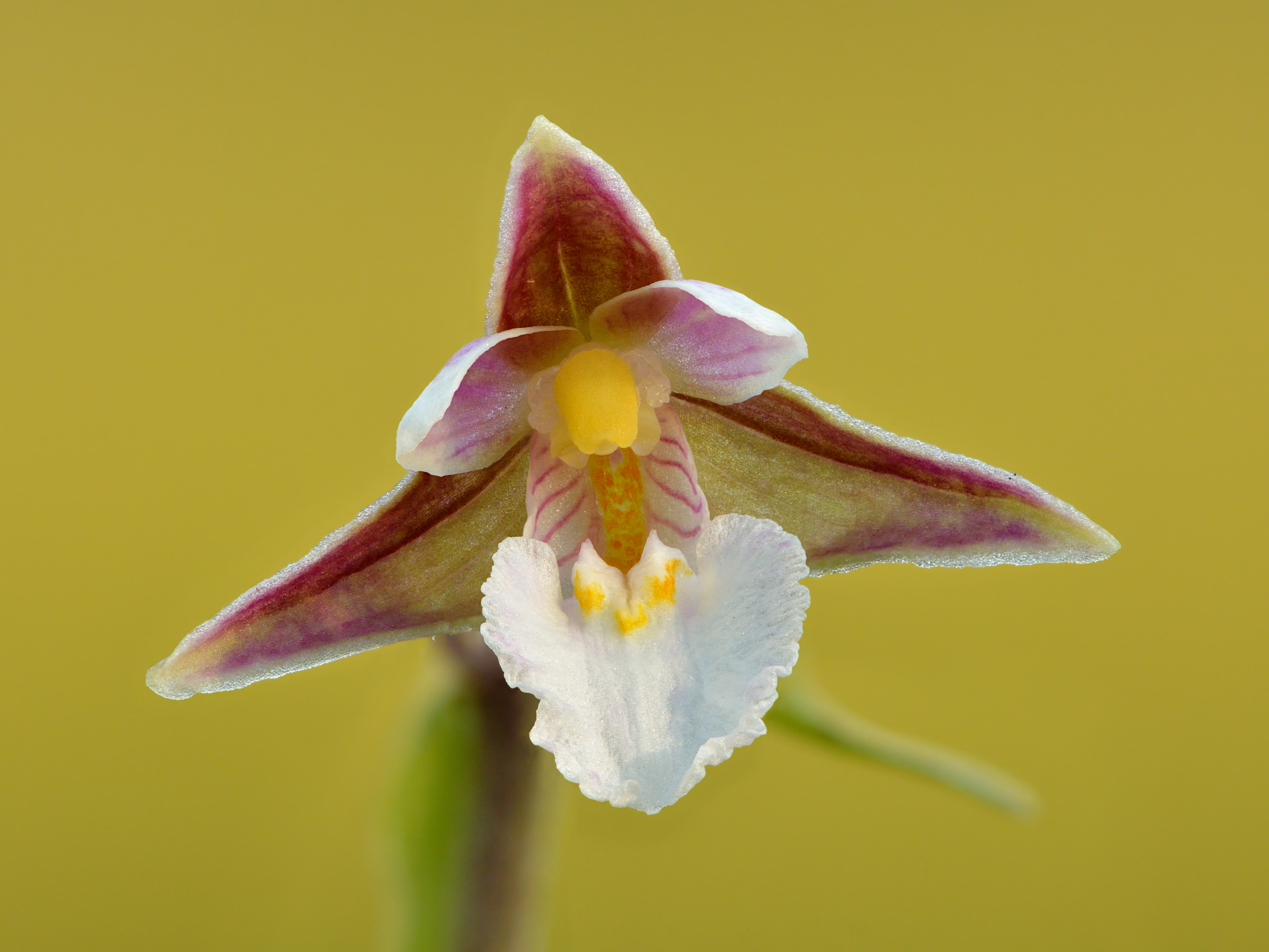
Kärrknipprot

Skåningstorpskärret är ett naturreservat i Skövde kommun i Västra Götalands län.
Området har varit skyddat sedan 1970 och är 2 hektar stort. Det är beläget i norra delen av Skövde vid Kärnsjukhuset. 
Skåningstorpskärret är ett litet extremrikkärr med stora naturvärden. Kärret får sin vattenförsörjning från ett flertal källor utmed Billingens östra sluttning. Kalkhalten i vattnet är så hög att det förekommer tuffbildning. I kärrets centrala del finns ett s.k. axagkärr. Under sommaren blommar blodnycklar, vaxnycklar, flugblomster och kärrknipprot här.
Den hotade lilla tandsnäckan har 2011 hittats i kärret.
Naturreservatet ingår i EU:s ekologiska nätverk av skyddade områden, Natura 2000. 